# سیلوستر گروت
سیلوستر گروت (به آلمانی: Sylvester Groth؛ زاده ۳۱ مارس ۱۹۵۸) هنرپیشه اهل آلمان است. وی از سال ۱۹۸۰‌ میلادی تاکنون مشغول فعالیت بوده‌است.
از فیلم‌ها یا برنامه‌های تلویزیونی که وی در آن نقش داشته‌است می‌توان به استالینگراد، حرامزاده‌های لعنتی و تاریک اشاره کرد.